# Bengt Samuelsson
Bengt Ingemar Samuelsson (Halmstad, 21 maggio 1934 – Mölle, 7 luglio 2024) è stato un biochimico svedese.

## Biografia
Studiò medicina presso l'Istituto Karolinska di Stoccolma, dove rivestì la carica di docente assistente di chimica.
Lavorò al Dipartimento di Chimica dell'Università Harvard e dal 1978 fu decano della Facoltà di Medicina dell'Università di Stoccolma.
Nel 1982 ottenne il Premio Nobel per la medicina, insieme con Sune Bergström e John Robert Vane, per i suoi studi sulle prostaglandine.